# Riverside Hospital
Das Riverside Hospital war in den Jahren 1885 bis 1963 unter anderem das Quarantänekrankenhaus New York Citys. Es befand sich auf der kleinen Insel North Brother Island im East River und besteht heute nur noch aus Ruinen.

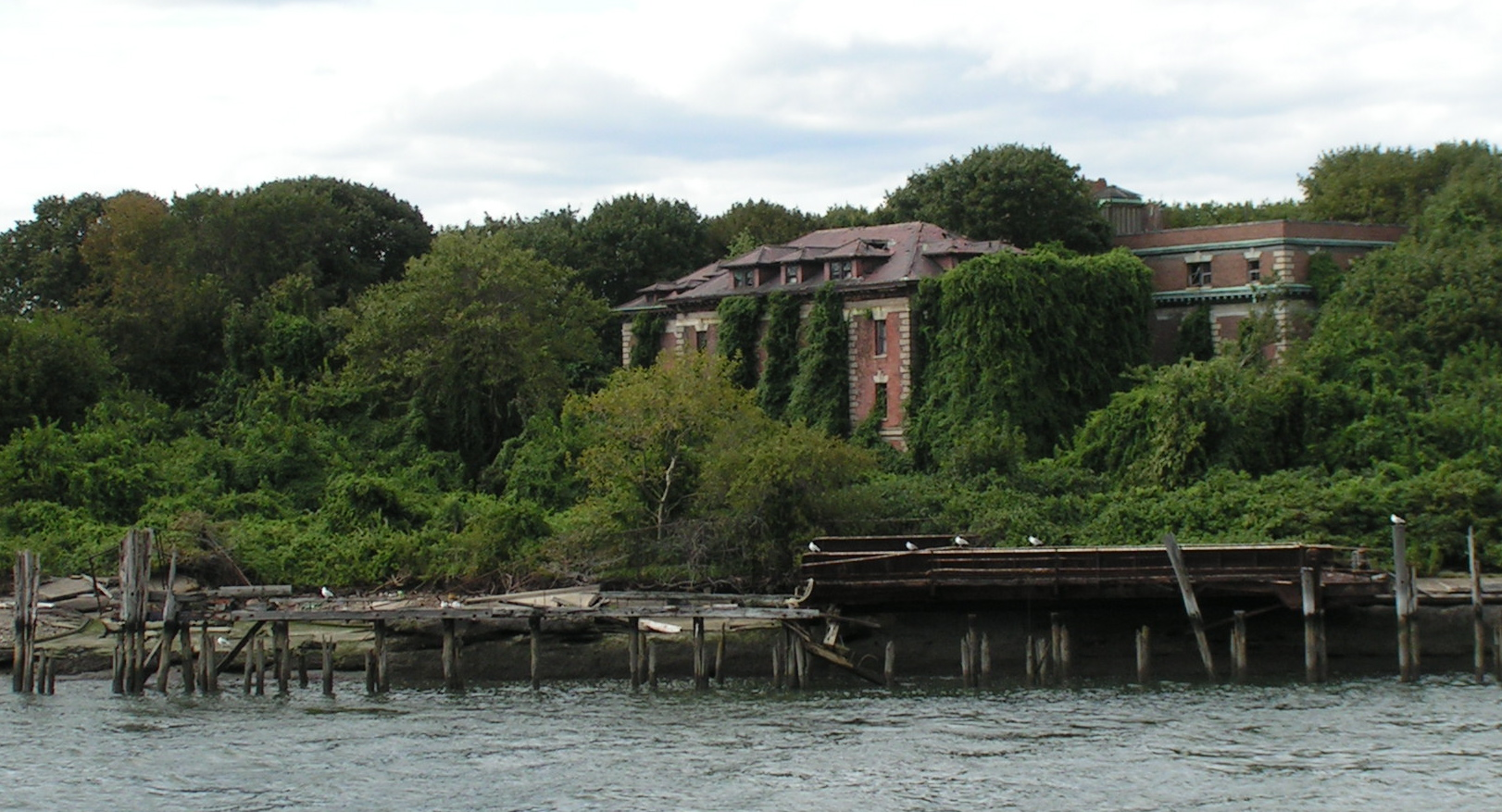
Überwachsene Ruine des Riverside Hospital auf North Brother Island (2006)

## Geschichte

### Vorgeschichte (bis 1885)
Die kleinere South Brother Island wurde im 19. Jahrhundert mit einem Sommerhaus bebaut, welches 1909 abbrannte. Sie wurde 1979 von einer privaten Firma für $ 10.000 gekauft und 2007 für 2 Mio. US-Dollar an die Stadt New York weiterverkauft, um als Naturschutzgebiet genutzt zu werden. Das Riverside-Hospital lag auf der größeren North Brother Island. Die kleine Siedlung Morrisania, heute in der Bronx gelegen, kaufte die Insel 1871 und eine kleine Gruppe Wohltätigkeitsschwestern betrieb auf der Insel ein kleines Tuberkulose-Krankenhaus, dieses wurde im Jahre 1885 wieder geschlossen, als die Stadt New York die Insel kaufte, um dort ein neues Quarantäne-Krankenhaus zu errichten. Die isolierte Lage der Insel prädestinierte sie als Standort für ein Krankenhaus, das speziell ansteckende Krankheiten behandelt, nötig wurde es durch das starke Auftreten von Krankheiten wie z. B. Pocken, Typhus, Tuberkulose, Masern, Diphtherie, Fieber und Kinderlähmung.

### Betrieb als Quarantäne-Krankenhaus (1885 bis 1943)
Sobald die ersten Gebäude standen, wurden die ersten Patienten eingeliefert, von denen viele vom Renwick Smallpox Hospital auf Roosevelt Island kamen. Ein Fährschiff, das an der 132. Straße anlegte, versorgte die Insel mit Personal, Patienten und Material, dennoch blieb sie lange isoliert, eine Telegrafenleitung wurde erst 1894 installiert. Während der Jahrhundertwende wurde der Klinikalltag durch ständige Überfüllung gestört. Es standen nicht genügend medizinische Geräte zur Verfügung, und so konnten die Geräte zwischen den häufigen Einsätzen nicht ordentlich sterilisiert werden. Als in den Gebäuden kein Platz mehr für Betten war, wurden draußen Zelte verwendet. Während einer starken Typhus-Welle im Jahre 1892 beherbergte das Riverside-Hospital 1.200 Patienten.
Am 15. Juni 1904 ereignete sich an der Küste der kleinen Insel, auf der sich die Klinik befand, eine der schlimmsten Schiffskatastrophen der Menschheit; der Brand der General Slocum mit 1.021 Toten. Kurz vor der Insel brach plötzlich ein Feuer an Bord aus. Der Kapitän wollte nicht bei der Insel stranden, um das Krankenhaus nicht zu gefährden. So feuerte er die Maschinen mit noch mehr Öl an, um gegen die Strömung anzufahren, was den Brand nur noch beschleunigte. Passagiere, die ins Wasser sprangen, gingen aufgrund der zeitgemäß schweren Kleidung schnell unter oder wurden durch das sich noch drehende Schaufelrad getötet. An Bord waren hauptsächlich Deutsche, da die deutsche Gemeinde New Yorks an diesem Tag einen Ausflug mit diesem Dampfer unternahm. Es überlebten nur 321 Menschen, viele Leichen und Wrackteile wurden beim Krankenhaus an Land gespült.
1943 wurde ein großer Tuberkulose-Pavillon auf der Insel gebaut, der aber aus Personalmangel nicht mehr als solcher verwendet wurde.

### Studentenwohnheim und Rehabilitationsklinik (1943 bis 1963)
Ab 1943 wurde der Tuberkulose-Pavillon vom Staat gepachtet und als Studentenunterkunft genutzt, da die Universitäten ihre Studenten nicht mehr unterbringen konnten. Transportiert wurden die Studenten mit den Fähren Mott Haven und Greenwich Village. Die Fähren fuhren ab dem Fährenterminal an der 134. Straße. Ab 1952 pachtete die Stadt die Insel wieder, um auf ihr eine Suchtklinik für Jugendliche einzurichten. Transportiert wurden die Jugendlichen auch mit den beiden Fährschiffen Mott Haven und Greenwich Village. Damit wollte man die Jugendlichen auf Distanz zu den überfüllten Gefängnissen und Kliniken der Stadt bringen. Der Pavillon wurde soweit umgebaut, dass 100 Jungen und 50 Mädchen untergebracht werden konnten. Eingewiesen wurden die Jugendlichen von ihren Eltern oder der Justiz. Neuankömmlinge wurden zuerst gebadet und nach Drogen durchsucht. Danach begann der harte Entzug; wurden die Symptome zu hart, wurden kontrolliert Rauschgifte verabreicht.

### Gegenwart (1963 bis heute)
1963 wurde die Suchtklinik geschlossen und die Insel komplett verlassen. Seitdem hat man die Insel sich selber überlassen und Flora und Fauna überwuchern die Ruinen der Klinik. Das Betreten der Insel ist verboten. 2009 dienten die Ruinen als anschauliches Beispiel, wie sich ein fiktives Verschwinden der Menschen auf die Bauwerke auswirkt. Die 8. Folge der ersten Staffel von Zukunft ohne Menschen mit dem Titel „Die Bedrohung bleibt“ zeigt, wie es 45 Jahre nach den Menschen aussehen könnte.

## Mary Mallon
Die bekannteste Patientin des Riverside Hospitals war wohl Mary Mallon, auch bekannt als Typhus-Mary. Sie war 1883 aus Irland eingewandert und die erste Person in den Vereinigten Staaten, die zwar nicht selbst an Typhus erkrankt war, die Bakterien aber verbreitete; sie war ein sogenannter Dauerausscheider. Nachdem sie bei verschiedenen Arbeitgebern ihr Umfeld mit Typhus infiziert hatte, wies das New Yorker Gesundheitsamt Mary Mallon in die Quarantäne des Riverside Hospitals ein. Nachdem sie nach ihrer Freilassung wieder mehrere Personen infizierte, wurde sie auf Lebenszeit im Riverside Hospital unter Quarantäne gestellt, wo sie schließlich im Jahre 1938 an einer Lungenentzündung starb.